# Степанов, Арсений Иванович
Арсений Иванович Степанов (19.7.1921 — 13.5.1942) — пилот 92-го истребительного авиационного полка 44-й истребительной авиационной дивизии 6-й армии Юго-Западного фронта, сержант. Герой Советского Союза.

## Биография
Родился 19 июля 1921 года в городе Тверь в семье рабочего. Русский. Окончил 8 классов школы № 20 и Калининский аэроклуб. В Красной Армии с 1940 года. В 1941 году окончил Батайскую военно-авиационную школу пилотов.
Участник Великой Отечественной войны с сентября 1941 года.
Пилот 92-го истребительного авиационного полка сержант кандидат в члены ВКП(б) Арсений Степанов к ноябрю 1941 года совершил 48 боевых вылетов на разведку и штурмовку вражеских войск, уничтожил 3 танка, 5 автомашин с грузом, около 50 подвод с вооружением, большое количество живой силы противника.
Указом Президиума Верховного Совета СССР от 20 ноября 1941 года за образцовое выполнение боевых заданий командования на фронте борьбы с немецко-фашистскими захватчиками и проявленные при этом мужество и героизм сержанту Арсению Ивановичу Степанову присвоено звание Героя Советского Союза с вручением ордена Ленина и медали «Золотая Звезда».
13 мая 1942 года командир звена лейтенант Арсений Степанов погиб в воздушном бою в районе хутора Тарасовка Кегичевского района Харьковской области.
Награждён двумя орденами Ленина.

## Память
- В посёлке городского типа Кегичевка и в городе Тверь в честь лётчика установлены мемориальные доски.
- Именем Героя названа улица в Твери.